# 290e régiment d'infanterie
Le 290e régiment d'infanterie (290e RI) est un régiment d'infanterie de l'Armée de terre française constitué en 1914 avec les bataillons de réserve du 90e régiment d'infanterie.
À la mobilisation, chaque régiment d'active créé un régiment de réserve dont le numéro est le sien plus 200.

## Création et différentes dénominations
1914 : 290e Régiment d'Infanterie

## Chefs de corps
- 9 août - 2 novembre 1914 : Colonel HIRTZMANN (Blessé)
- 2 novembre 1914 - 14 janvier 1915 : Commandant RENARD
- 14 janvier 1915 - 4 juin 1918 : Lieutenant-colonel EGGENSPIELER (Dissolution du régiment)

## Historique des garnisons, combats et batailles du290eRI

### Première Guerre mondiale

#### Affectations
- 9e Corps d'Armée d'août à octobre 1914
- 17e Division d'Infanterie d'octobre 1914 à avril 1915
- 152e Division d'Infanterie d'avril à juin 1915
- 17e Division d'Infanterie de décembre 1915 à janvier 1918

#### 1914
Le Rambétant, Fère-Champenoise, Auberive, Ypres, Wallemolen

#### 1915
Poperinghe, Lizerne, Pilen, Arras, bataille du bois du polygone Zonnebeke.

#### 1916
Aix-Noulette, Souchez, Verdun: Cote 304, Saint Hilaire, Camp de Mailly, Bouchavesnes

#### 1917
Sailly-Saillisel, Corbeny, Hurtebise, Plateau des casemates, Nancy

#### 1918
Grand-couronné, Reichacker, Stosswhir
Dissous le 4 juin 1918

## Drapeau
Il porte, cousues en lettres d'or dans ses plis, les inscriptions suivantes :
- Saint-Gond 1914
- Ypres 1914

## Personnages célèbres ayant servi au290eRI
- MICHON Marc
- PATUREAU-MIRAND Anselme